# Fortuné Lambiotte
Fortuné Lambiotte (Ham-sur-Sambre, 1 juli 1920 - Jemeppe-sur-Sambre, 4 mei 2003) was een Belgisch senator.

## Levensloop
Tijdens de Tweede Wereldoorlog sloot Lambiotte zich aan bij het Verzet, werd gearresteerd en in Duitsland gevangen gehouden. Hij overleefde het en begon aan een loopbaan binnen de Naamse federatie van de PSB. Zijn eerste opdracht bestond er in lokale afdelingen op te richten in het arrondissement Namen.
Van 1961 tot 1965 was Lambiotte provincieraadslid van Namen. Vervolgens was hij van 1971 tot 1976 OCMW-voorzitter van Ham-sur-Sambre en van 1977 tot 1982 OCMW-raadslid in Jemeppe-sur-Sambre.
Voor de PSB en daarna de PS zetelde hij van 1971 tot 1981 in de Senaat: van 1971 tot 1977 als provinciaal senator voor Namen en van 1977 tot 1981 als gecoöpteerd senator. Hij zetelde tevens van 1971 tot 1981 in de Cultuurraad voor de Franse Cultuurgemeenschap en van 1980 tot 1981 in de Waalse Gewestraad.
Van 1982 tot 1988 was hij gemeenteraadslid van Jemeppe-sur-Sambre en werd hierin opgevolgd door zijn echtgenote, Germaine Mouthuy. Hij was ook nog voorzitter van de socialistische confederatie van gepensioneerden.